# حاجی‌کلا (لاله‌آباد)
حاجی‌کلا روستایی در دهستان کاریپی از توابع بخش لاله‌آباد شهرستان بابل در استان مازندران، ایران است.

## جمعیت
این روستا در دهستان کاری‌پی قرار دارد و براساس سرشماری مرکز آمار ایران در سال ۱۳۸۵، جمعیت آن ۹۳۶ نفر (۳۰۱خانوار) بوده‌است.